# One Charles Center
One Charles Center es un edificio histórico de oficinas ubicado en Baltimore, Maryland, Estados Unidos. Es un rascacielos de estilo internacional de aluminio y vidrio de 23 pisos diseñado por Ludwig Mies van der Rohe y construido en 1962. Fue la primera torre de oficinas modernista en Baltimore y parte del movimiento de renovación urbana del centro de la ciudad. La base consiste en un podio con revestimiento de concreto coronado por una plaza pavimentada, con la torre de oficinas en forma de "T" en lo alto. La torre incluye molduras de metal y vidrio gris.

## Descripción
La torre fue previamente objeto de un concurso de diseño. Se completó en 13 meses a un costo de 10 350 000 dólares. One Charles Center fue incluido en el Registro Nacional de Lugares Históricos en 2000. Está ubicado al lado del Edificio Fidelity, que se completó en la década de 1890.
En 1983, la parada Charles Center del metro de Baltimore se abrió una cuadra al sur del complejo Charles Center en la intersección de Baltimore Street y Charles Street. Esta parada sirve como un centro de transporte que conecta el Metro (que se extiende hacia el oeste hasta los suburbios del noroeste de la ciudad y hacia el este hasta el Hospital Johns Hopkins ) con las rutas de autobuses locales y el Charm City Circulator.
Un inquilino ancla, CSX Corporation, vendió y desalojó la propiedad a mediados de la década de 1990, dejando la tasa de arrendamiento baja. Esto provocó una subasta de nuevos propietarios en la que Metropolitan Life Insurance Company, su titular hipotecario, compró One Charles Center en 1993 por 11,5 millones de dólares. Tres años más tarde, en 1996, el edificio fue comprado por 6 millones de dólares por Peter Angelos, un abogado nativo de Baltimore y propietario mayoritario del equipo de béisbol de las Grandes Ligas de los Baltimore Orioles Después de las renovaciones, los nuevos inquilinos se mudaron al edificio, incluidas las oficinas legales de Peter Angelos y la firma Wright Constable & Skeen.
Los antiguos inquilinos de One Charles Center incluyen T. Rowe Price, una firma de asesoría de inversiones y el Center Club of Baltimore.